# 21703 Shravanimikk
A 21703 Shravanimikk (ideiglenes jelöléssel 1999 RM73) a Naprendszer kisbolygóövében található aszteroida. A LINEAR projekt keretében fedezték fel 1999. szeptember 7-én.